# 3819-es busz
A 3819-es jelzésű autóbuszvonal egy Encs és Hernádpetri között közlekedő helyközi járat, amelyet a Volánbusz Zrt. üzemeltet Novajidrány, Pusztaradvány és Szemere érintésével.

## Útvonala
Encs autóbusz állomásáról indul. A 3-as főút és Novajidrány irányába hagyja el a várost. A községben néhány indítás kitér az iskolához, majd azt követően a vasútállomásra. Ezután Garadna felé folytatja útját, a főútról való letérése után Hernádvécse található. Nem egy járat kitér Pusztaradványba, annál kevesebb Szemerére, vonalközi végállomás is. A hernádpetri elágazástól 4 kilométerre helyezkedik el a vonal végállomása, Hernádpetri zsákfalu központja.
Ellentétes irányban útvonala változatlan.

## Közlekedése
Indításszáma átlagos. A teljes vonalat nem olyan sok busz teljesíti, Hernádpetri felől nincs indítás, amely az elágazástól 7 kilométerre fekvő Szemeréig való kitérést tenne. Nem egy járat indul Novajidrányból, melynek vasútállomásán vasúti kapcsolatot nyújt Miskolc és Hidasnémeti felé.
| Útvonala                                 | Indításszáma      | Közlekedése                        |
| ---------------------------------------- | ----------------- | ---------------------------------- |
| Encs, aut. áll. ➝ Szemere, aut. ford.    | 1 oda             | tanítási napokon                   |
| Encs, aut. áll. – Hernádpetri, aut. vt.  | 2/3 oda, 3 vissza | tanítási napokon                   |
| Encs, aut. áll. – Hernádpetri, aut. vt.  | 1 pár             | tanszünetben kedden és csütörtökön |
| Encs, aut. áll. – Hernádpetri, aut. vt.  | 1 pár             | szombaton                          |
| Novajidrány, vá. – Hernádpetri, aut. vt. | 7 oda, 5/6 vissza | tanítási napokon                   |
| Novajidrány, vá. – Hernádpetri, aut. vt. | 8 oda, 7/8 vissza | tanszünetben munkanapokon          |
| Novajidrány, vá. – Hernádpetri, aut. vt. | 2 oda, 3 vissza   | szombaton                          |
| Novajidrány, vá. – Hernádpetri, aut. vt. | 3 oda, 4 vissza   | munkaszüneti napokon               |
| Szemere, aut. ford. ➝ Novajdrány, vá.    | 1 oda             | tanítási napokon                   |

## Megállóhelyei
| 0 | Encs, autóbusz-állomás végállomás              | 0.0 km  | 3720, 3722, 3723, 3728, 3801, 3802, 3803, 3804, 3806, 3808, 3809, 3810, 3811, 3812, 3815, 3816, 3821, 3824 Forró-Encs [90.] |
| Csak az ellentétes irányból érkezők érintik.                                                           |                                                |         | |
| ∫ | Encs, iskola                                   | ∫       | 3720, 3722, 3723, 3728, 3802, 3803, 3804, 3806, 3808, 3809, 3810, 3811, 3812, 3815, 3816, 3821, 3824, 3868                  |
| 1 | Encs, gimnázium                                | 1.3 km  | 3720, 3722, 3723, 3728, 3802, 3804, 3811, 3812, 3815, 3816, 3821                                                            |
| 2 | Novajidrány, Kossuth utca                      | 10.0 km | 3720, 3821 |
| Tanítási napokon 2 indítás érinti.                                                                     |                                                |         | |
| ∫ | Novajidrány, iskola                            | ∫       | 3821 |
| 3 | Novajidrány, vasútállomás vonalközi végállomás | 11.3 km | 3720, 3723, 3804, 3821, 3824 Novajidrány [90.]                                                                              |
| 4 | Garadna, községháza                            | 13.0 km | 3720 |
| 5 | Hernádvécse, Rákóczi utca 112.                 | 14.8 km | 3720 |
| 6 | Hernádvécse, iskola                            | 15.4 km | 3720 |
| 7 | Hernádvécse, hernádpetri elágazás              | 16.3 km | 3720, 3728 |
| Tanítási napokon 9; tanszünetben munkanapokon 7; szombatokon 4; munkaszüneti napokon 6 indítás érinti. |                                                |         | |
| ∫ | Pusztaradvány, Kossuth utca 5.                 | ∫       | 3728 |
| ∫ | Szemere, autóbusz-forduló vonalközi végállomás | ∫       | 3728, 3801 |
| ∫ | Pusztaradvány, Kossuth utca 5.                 | ∫       | 3728 |
| 7 | Hernádvécse, hernádpetri elágazás              | 16.3 km | 3720, 3728 |
| 8 | Hernádpetri, autóbusz-váróterem végállomás     | 20.5 km | 3728, 3728 |